# Platynectes brownei
Platynectes brownei är en skalbaggsart som beskrevs av Borislav Guéorguiev 1972. Platynectes brownei ingår i släktet Platynectes och familjen dykare. Inga underarter finns listade i Catalogue of Life.